# Joutsa
Joutsa er en kommune i Finland. Den ligger i landskabet Mellersta Finland ca. 70 kilometer syd for Jyväskylä.
Kommunen har en befolkning på 4.295 (31. december 2020) og dækker et areal på 1.066,42km² hvoraf 199,25 km² er vand. Befolkningstætheden er 4,95 indb./km².
Nabokommuner er : Hartola, Hirvensalmi, Jyväskylä, Kangasniemi, Luhanka, Pertunmaa og Toivakka. Leivonmäki kommune blev lagt sammen med Joutsa den 1. januar 2008.
Kommunen er ensproget finsk .

## Natur og kultur
Der er tilsammen 192 søer i Joutsa. De største er Puula, Suontee og Jääsjärvi.
Leivonmäki Nationalpark ligger i Joutsa, et område bestående af sumpe, strande og skov på åsene.
I området udkommer aviserne:
- Joutsan seutu udkommer i Joutsa og Luhanka.
- Itä-Häme

## Nogle landsbyer
Havumäki, Kivisuo, Kälä, Laitjärvi, Lapinkylä, Leivonmäki, Marjotaipale, Pärnämäki, Ruokoranta, Ruorasmäki, Rutalahti, Savenaho, Selänpohja, Taka-Ikola, Tammilahti, Tolvasniemi og Vehmaa

## Galleri
- Joutsa busstation i slutningen af 1950'erne
- Suontee-søen i Joutsa
- Suontee
- Skov ved Leivonmäki
- Skov ved Leivonmäki
- Koskikara natursti
- Joutsansalmi (Joutsan-strædet)
- En landsby i Leivonmäki
- Soimalampi
- Suontee-søen set fra Marjotaipaleentie